# Batamotos
Batamotos är en ort i Mexiko.   Den ligger i kommunen Angostura och delstaten Sinaloa, i den västra delen av landet, 1 100 km nordväst om huvudstaden Mexico City. Batamotos ligger 61 meter över havet och antalet invånare är 355.
Terrängen runt Batamotos är platt västerut, men österut är den kuperad. Terrängen runt Batamotos sluttar västerut. Runt Batamotos är det ganska tätbefolkat, med 139 invånare per kvadratkilometer. Närmaste större samhälle är Guamúchil, 8,0 km norr om Batamotos. Trakten runt Batamotos består till största delen av jordbruksmark.